# Березняки (Решетиловский район)
Березняки (укр. Березняки) — село,
Сухорабовский сельский совет,
Решетиловский район,
Полтавская область,
Украина.
Код КОАТУУ — 5324285002. Население по переписи 2001 года составляло 92 человека.
В центральном государственном архиве Украины в городе Киеве имеется метрическая книга за 1763 год

## Географическое положение
Село Березняки находится в 1,5 км от левого берега реки Псёл,
выше по течению на расстоянии в 2 км расположено село Сухорабовка,
ниже по течению на расстоянии в 2 км расположено село Плавни (Козельщинский район),
на противоположном берегу — село Поповка (Глобинский район).
Вокруг села несколько озёр, в том числе озеро Сытникова Яма.